# Масальская, Марина Ивановна
Марина Ивановна Масальская (укр. Марина Іванівна Масальська, 17 мая 1985, Украина) — украинская футболистка, защитник. Выступала за сборную Украины.

## Клубная карьера
Профессиональную карьеру начала в 2001 году. В 2005 году перешла в «Жилстрой-1». В футболке харьковского клуба трижды выигрывала чемпионат Украины и дважды кубок Украины. В 2014 году покинула клуб и завершила карьеру игрока.

## Карьера в сборной
В футболке сборной Украины дебютировала 7 марта 2005 года в поединке против России. В 2008 году попала в список футболисток, которые поехали на чемпионат Европы 2009 года. Украинки заняли последнее четвертое место в своей группе и покинули турнир. Последний раз футболку национальной команды надела в 2014 году.

## Достижения
«Жилстрой-1»
- Чемпионат Украины
  - Чемпион (3): 2012, 2013, 2014

- Кубок Украины
  - Обладатель (2): 2013, 2014